# ᶅ
ᶅ, appelé l crochet palatal, est une lettre latine utilisée auparavant dans l'alphabet phonétique international, rendu obsolète en 1989, lors de la convention de Kiel.

## Utilisation
La lettre ᶅ était utilisée pour représenter une consonne spirante latérale alvéolaire voisée palatalisée. Après 1989, la lettre est changée pour [lʲ].

## Représentations informatiques
Le l crochet palatal peut être représenté avec les caractères Unicode suivants : 
- précomposé (Alphabet phonétique international, diacritiques) :

| formes    | représentations | chaînes de caractères | points de code | descriptions                              |
| --------- | --------------- | --------------------- | -------------- | ----------------------------------------- |
| minuscule | ᶅ               | ᶅ                     | U+1D85         | lettre minuscule latine l crochet palatal |

- décomposé et normalisé NFD (Alphabet phonétique international, diacritiques) :

| formes    | représentations | chaînes de caractères | points de code | descriptions                                          |
| --------- | --------------- | --------------------- | -------------- | ----------------------------------------------------- |
| minuscule | l̡               | l◌̡                    | U+006C U+0321  | lettre minuscule latine l diacritique crochet palatal |